# Tom Barras
Pour les articles homonymes, voir Barras.
Thomas Barras, né le 7 janvier 1994, est un rameur britannique, spécialiste du skiff.
Il remporte la médaille de bronze lors des Championnats du monde 2017 en Floride.